# Birugo
Birugo is een bestuurslaag in het regentschap Bukittinggi van de provincie West-Sumatra, Indonesië. Birugo telt 5735 inwoners (volkstelling 2010).